# Fajsal Karami
Fajsal Umar Karami (ur. 26 września 1971) – polityk libański, sunnita, syn byłego premiera Umara Karamiego, lider Arabskiej Partii Wyzwolenia, związanej z Sojuszem 8 Marca. 13 czerwca 2011 został mianowany ministrem do spraw młodzieży i sportu w rządzie Nadżiba Mikatiego.